# Avanpost
Avanpost är en rysk fantasy-thriller regisserad av Jegor Baranov med Pjotr Fjodorov i huvudrollen. Filmen hade premiär i Ryssland den 21 november 2019.

## Handling
24 dagar före filmens händelser bryts kommunikationen med större delen av jorden, invånarna har kontakt endast med området runt Moskva och delar av Ukraina, Belarus och Finland. Detta område kallades "livets område." De överlevande inrättar ett skyddat område och skickar rekognosceringsgrupper till området utanför. De inser att det är en attack på Jorden, vilket resulterar i att nästan alla levande varelser dör. För att besegra den mystiska fienden mobiliserar de en armé.

## Rollista
| Roll     | Skådespelare          |
| -------- | --------------------- |
| Jura     | Pjotr Fjodorov        |
| Oleg     | Aleksej Tjadov        |
| Dolmatov | Konstantin Lavronenko |
| Aljona   | Lukarja Iljasjenko    |
| Marina   | Ksenija Kutepova      |
| Zjenja   | Filipp Avdejev        |
| Lavrin   | Sergej Godin          |
| Olja     | Svetlana Ivanova      |
| Katja    | Angelina Stretjina    |

## Produktion
Inspelningen avslutades i maj 2019.